# منتخب واليس وفوتونا لكرة القدم
منتخب واليس وفوتونا لكرة القدم (بالفرنسية: Équipe de Wallis-et-Futuna de football) هو ممثل فرنسا الرسمي في المنافسات الدولية في كرة القدم في فئة كرة القدم للرجال.

## تشكيلة المنتخب

### قائمة اللاعبين في المنتخب
1- حسن زمبركي 
2- قمر الدين دبيازة 
3- هاشم نوح 